# Love I'm Given
«Love I'm Given» es una canción de la cantante británica Ellie Goulding. Se lanzó como el cuarto sencillo del cuarto álbum de estudio de Goulding, Brightest Blue, a través de Polydor Records el 19 de agosto de 2020. Fue escrita por Ellie Goulding, Joe Kearns y Jim Eliot.

## Antecedentes y composición
Sobre «Love I'm Given» Goulding comentó para ET Canada: «trata de aceptar y estar en paz con todos los errores de tu vida y darte cuenta de que recibes el mismo amor que das. El video representa la lucha entre la calma y el caos».

## Video musical
Un video musical para acompañar el lanzamiento de «Love I'm Given» se lanzó en YouTube el 19 de agosto de 2020. El video muestra a Goulding dentro de un ring de boxeo durante el encierro. El video fue dirigido por Rianne White, quien también dirigió el video de «Flux».

## Créditos y personal
Créditos adaptados de Tidal.
- Jim Eliot - Productor
- Joe Kearns - Productor, ingeniero de grabación, personal del estudio
- Mike Wise - Productor, intérprete asociado, bajo, batería, guitarra, órgano, piano, programación, programación de sintetizadores
- Ellie Goulding - Voz
- Zach Bines - Intérprete asociado, voz
- Manny Park - Asistente, Ingeniero de grabación, personal de estudio
- Matt Colton - Ingeniero de masterización, personal de estudio
- John Hanes - Ingeniero de mezcla, personal de estudio
- Serban Ghenea - Mezclador, estudio personal
- Jason Elliott - Ingeniero de grabación, personal del estudio

## Posicionamiento en listas
| Listas (2020)                    | Mejor posición |
| -------------------------------- | -------------- |
| Nueva Zelanda Hot Singles (RMNZ) | 31             |

## Historial de lanzamiento
| País   | Fecha                | Formato                     | Discográfica    | Ref   |
| ------ | -------------------- | --------------------------- | --------------- | ----- |
| Varios | 19 de agosto de 2020 | Descarga digital, streaming | Polydor Records | [ 1 ] |